# Austria (Longobardi)

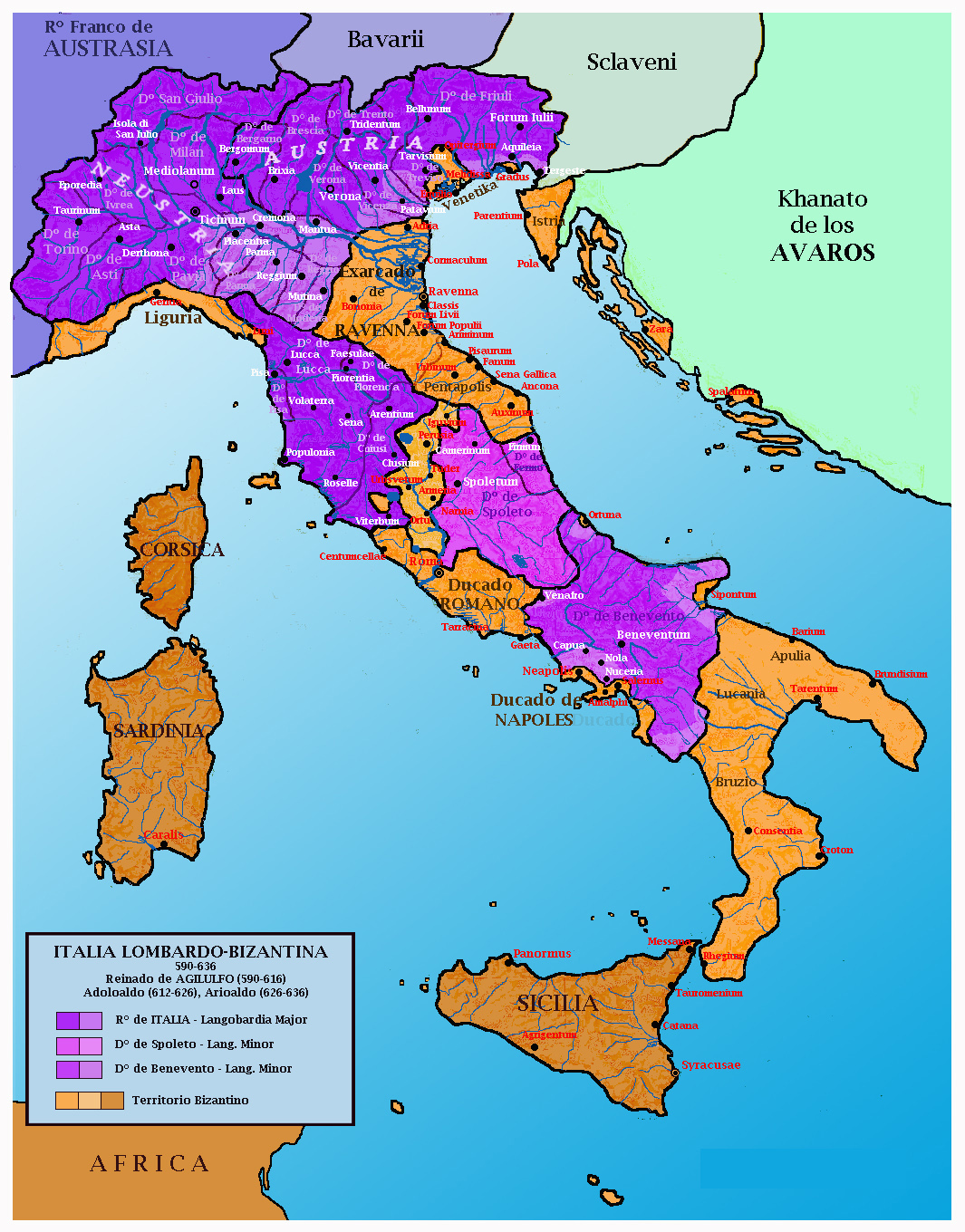
L'Austria longobarda nel 600 AD

L'Austria o Austrasia era, secondo la nomenclatura geografica altomedievale, la porzione nord-orientale della Langobardia Maior, la parte centro-settentrionale del Regno longobardo, estesa dalle Alpi orientali all'Adda e al Po e opposta alla Neustria, che invece si estendeva dall'Adda sino alle Alpi occidentali. La bipartizione, delineatasi nel corso del VII secolo, non aveva solo valenza territoriale, ma implicava anche differenze politiche e culturali di rilievo. Tra il IX e il X secolo il suo territorio finì per coincidere con quello della marca di Verona.

## Storia
I duchi dell'Austria si presentavano come i depositari dello spirito guerriero e conquistatore dei Longobardi e spesso premettero più volte sui re affinché riprendessero l'iniziativa. Qui sopravvissero più a lungo gli antichi culti pagani e, tra i convertiti al Cristianesimo, numerosi erano gli aderenti all'arianesimo o allo Scisma tricapitolino.
I duchi dell'Austria arrivarono in diverse occasioni a ordire congiure per deporre il legittimo sovrano. Fu il caso, nel 662, del duca di Benevento Grimoaldo, figlio di un duca del Friuli, che riuscì a usurpare il trono di Godeperto e Pertarito, nonostante l'opposizione dei duchi neustriani di Asti e Torino. Mentre nel 688-689 il duca di Trento Alachis riuscì a impadronirsi del trono di Pavia prima di essere sconfitto da Cuniperto. Invece, Ansfrido prima usurpò il ducato del Friuli, per poi tentare a sua volta di impadronirsi del trono di Cuniperto, che lo sconfisse e uccise nel 698. Infine, tra il 700 e il 702 il duca di Bergamo Rotarit, dopo la morte di Cuniperto, si oppose senza successo a Ragimperto prima e ad Ariperto II poi. Nell'VIII secolo, tuttavia, la conversione generalizzata dei Longobardi al cattolicesimo smussò i punti di opposizione tra Austria e Neustria, anche grazie a una ripresa dell'espansionismo ai danni dei romani con re Liutprando, originario della Neustria.
Dopo la conquista, avvenuta nel 774, del regno longobardo da parte di Carlo Magno, la Langobardia Maior e il ducato di Spoleto ricaddero interamente sotto il dominio del re dei Franchi. Inizialmente Carlo mantenne le Leges Langobardorum, ma nel 776, a seguito della rivolta capeggiata dal duca del Friuli Rotgaudo, sostituì con dei funzionari pubblici, i "conti", i duchi longobardi e ridistribuì i patrimoni di questi ultimi tra gli aristocratici franchi.
Verso la fine dell'anno 894, approfittando dell'assenza del loro più potente rivale, il re dei Franchi Orientali Arnolfo di Carinzia, i re d'Italia Berengario del Friuli e Lamberto di Spoleto si accordarono per spartirsi il Regno d'Italia: a Berengario sarebbe andata la parte della Pianura Padana compresa tra l'Adda e il Po, ovvero il territorio di quella che era stata la Neustria longobarda, mentre Lamberto avrebbe governato il resto del regno. Nel corso del X secolo, il territorio di Berengario prese il nome di marca di Verona, che nel 952 fu assegnata al duca di Baviera Enrico dal fratello Ottone I di Sassonia, il quale si voleva garantire il libero accesso alla penisola italiana, non fidandosi della formale sottomissione del re d'Italia Berengario II. Dal 978, invece, venne assegnata al neocostituito ducato di Carinzia, governato dalla dinastia Sassone, per volontà di Ottone II.

## Territorio
L'Austria comprendeva i ducati nord-orientali del Regno longobardo:
- Ducato di Brescia
- Ducato di Bergamo
- Ducato di Ceneda
- Ducato del Friuli
- Ducato di Verona
- Ducato di Vicenza
- Ducato di Trento
- Ducato di Treviso

### Fonti primarie
- Origo gentis Langobardorum, ed. Georg Waitz in Monumenta Germaniae Historica SS rer. Lang.
- Paolo Diacono, Historia Langobardorum (Storia dei Longobardi, cura e commento di Lidia Capo, Lorenzo Valla/Mondadori, Milano 1992).

### Letteratura storiografica
- Lidia Capo. Commento a  Paolo Diacono, Storia dei Longobardi, a cura di Lidia Capo, Milano, Lorenzo Valla/Mondadori, 1992, ISBN 88-04-33010-4.
- Jörg Jarnut, Storia dei Longobardi, traduzione di Paola Guglielmotti, Torino, Einaudi, 1995  [1982], ISBN 88-06-13658-5.
- Sergio Rovagnati, I Longobardi, Milano, Xenia, 2003, ISBN 88-7273-484-3.